# 유스역
유스역(일본어: 柚須駅)은 일본 후쿠오카현 가스야군 가스야정에 위치한 규슈 여객철도 사사구리 선의 철도역이다. 섬식 승강장 1면 2선의 구조를 갖춘 지상역이다.

## 이용 현황
| 연도     | 승차 인원 |
| 2006년도 | 3,500     |
| 2007년도 | 4,200     |
| 2008년도 | 4,300     |
| 2009년도 | 4,500     |
| 2010년도 | 4,700     |
| 2011년도 | 5,200     |
| 2012년도 | 5,500     |
| 2013년도 | 5,900     |
| -------- | --------- |

## 역 주변
- 국도 제3호선 하카타 바이패스

## 역사
- 1988년 3월 13일 : 가쓰타 선와의 분기점 터에서 개업. 당초는 1면 1선.
- 2009년 3월 1일 : IC카드 SUGOCA의 사용을 개시.
- 2015년 3월 14일 : 시간표 개정에 의해 모든 쾌속 열차가 정차.

## 인접 역
| 사사구리 선            | 사사구리 선              | 사사구리 선          |
| ---------------------- | ------------------------ | -------------------- |
| 조자바루 구로사키 방면 | ■ 후쿠호쿠유타카 선 쾌속 | 요시즈카 하카타 방면 |
| 하루마치 게이센 방면   | ■ 보통                   | 요시즈카 하카타 방면 |